# Zmodem
Zmodem är ett filöverföringsprotokoll utvecklat 1986 av Chuck Forsberg som ersättare till Ymodem. Syftet med protokollet var att möjliggöra effektiv nedladdning över enkla datorförbindelser som till exempel modem och nollmodemskabel. Protokollen används än idag och finns att laddas ned till en rad operativsystem. 

## Linux/Unix
För Linux och varianter av Unix finns mjukvarupaketet lrzsz som tillhandahåller applikationerna sz och rz för att skicka respektive ta emot med Zmodem. Brukligt är att man använder sig av ett övergripande program som till exempel  kermit eller minicom för att först kunna starta mottagningen och sedan via det övergripande programmet starta sändningen.